# Via Júlia (metrostation)
Via Júlia is een metrostation van de metro van Barcelona en wordt aangedaan door lijn 4. Het station is geopend in 1982 onder de naam Roquetes (tegenwoordig de naam van een ander station), als de lijn uit wordt gebreid vanaf Guinardó | Hospital de Sant Pau. Het is het eindstation van lijn 4 tot 1999, als de lijn verder uit wordt gebreid tot Trinitat Nova. Het station draagt de huidige naam sinds 1992. 
De locatie van dit station is in de buurt Roquetes in het district Nou Barris onder Via Júlia, een belangrijke straat in dit gebied, tussen carrer de Joaquim Valls en carrer d'Argullós. Het station heeft aan beide zijden ingangen.